# Balón de Oro 1981

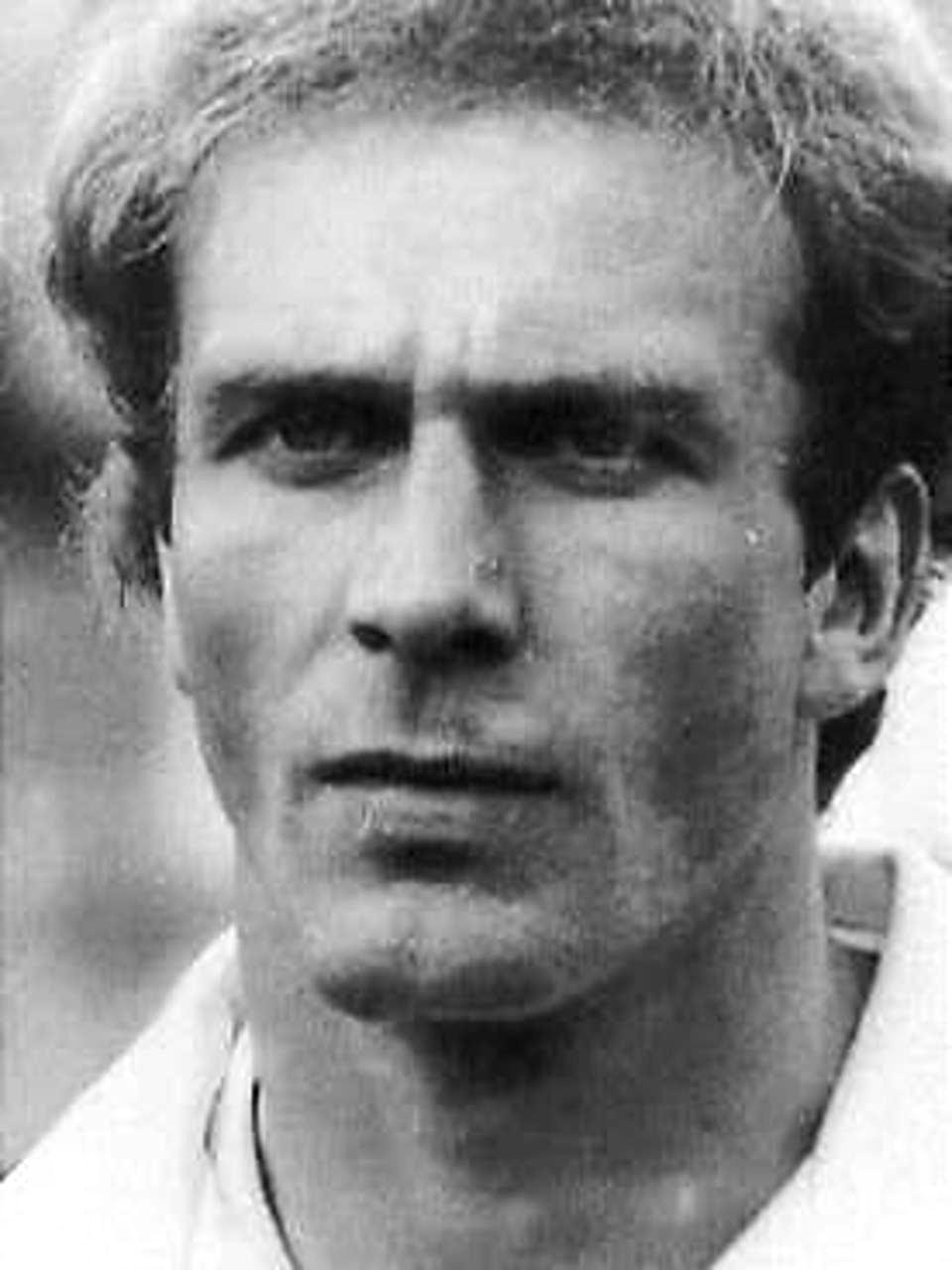
Imagen De Karl-Heinz Rummenigge Ganador Del Balón De Oro 1981

La edición de 1981 del Balón de Oro, 26ª edición del premio de fútbol creado por la revista francesa France Football, fue ganada por el alemán Karl-Heinz Rummenigge (Bayern de Múnich).
El jurado estuvo compuesto por 26 periodistas especializados, de cada una de las siguientes asociaciones miembros de la UEFA: Alemania Occidental, Alemania Oriental, Austria, Bélgica, Bulgaria, Checoslovaquia, Dinamarca, España, Escocia, Finlandia, Francia, Grecia, Hungría, Inglaterra, Irlanda, Italia, Luxemburgo, Países Bajos, Polonia, Portugal, Rumanía, Suecia, Suiza, Turquía, Unión Soviética y Yugoslavia.
El resultado de la votación fue publicado en el número 1864 de France Football, el 29 de diciembre de 1981.

## Sistema de votación
Cada uno de los miembros del jurado elige a los que a su juicio son los cinco mejores futbolistas europeos. El jugador elegido en primer lugar recibe cinco puntos, el elegido en segundo lugar cuatro puntos y así sucesivamente.
De esta forma, se repartieron 375 puntos, siendo 125 el máximo número de puntos que podía obtener cada jugador (en caso de que los 25 miembros del jurado le asignaran cinco puntos).

## Clasificación final
| Puesto | Jugador               | Equipo                                   | Votos | Votos | Votos | Votos | Votos | Votos | Puntos |
| Puesto | Jugador               | Equipo                                   | 1º    | 2º    | 3º    | 4º    | 5º    | Total | Puntos |
| ------ | --------------------- | ---------------------------------------- | ----- | ----- | ----- | ----- | ----- | ----- | ------ |
| 1º     | Karl-Heinz Rummenigge | Bayern Múnich                            | 17    | 5     |       |       | 1     | 23    | 106    |
| 2º     | Paul Breitner         | Bayern Múnich                            | 4     | 7     | 4     | 2     |       | 17    | 64     |
| 3º     | Bernd Schuster        | Barcelona                                | 3     | 5     |       | 2     |       | 10    | 39     |
| 4º     | Michel Platini        | Saint-Etienne                            |       | 3     | 4     | 5     | 2     | 14    | 36     |
| 5º     | Oleg Blojín           | Dinamo Kiev                              |       | 1     |       | 2     | 6     | 9     | 14     |
| 6º     | Dino Zoff             | Juventus                                 | 1     |       | 2     |       | 2     | 5     | 13     |
| 7º     | Ramaz Shengelia       | Dinamo Tbilisi                           |       | 1     | 1     | 1     | 1     | 4     | 10     |
| 8º     | Aleksandr Chivadze    | Dinamo Tbilisi                           |       | 1     | 1     | 1     |       | 3     | 9      |
| 9º     | Liam Brady            | Juventus                                 |       | 1     | 1     |       |       | 2     | 7      |
|        | John Wark             | Ipswich Town                             |       | 1     | 1     |       |       | 2     | 7      |
| 11º    | David Kipiani         | Dinamo Tbilisi                           | 1     |       |       |       | 1     | 2     | 6      |
|        | András Törőcsik       | Újpest Dózsa                             |       |       | 2     |       |       | 2     | 6      |
|        | Zbigniew Boniek       | Widzew Łódź                              |       |       |       | 2     | 2     | 4     | 6      |
|        | Maxime Bossis         | Nantes                                   |       |       |       | 2     | 2     | 4     | 6      |
|        | Bruno Pezzey          | Eintracht Frankfurt                      |       |       |       | 1     | 4     | 5     | 6      |
| 16º    | Horst Hrubesch        | Hamburgo                                 |       |       | 1     | 1     |       | 2     | 5      |
|        | Ruud Krol             | Nápoles                                  |       |       | 1     | 1     |       | 2     | 5      |
|        | Vladimir Petrović     | Estrella Roja Belgrado                   |       |       | 1     | 1     |       | 2     | 5      |
| 19º    | Zlatko Vujović        | Hajduk Split                             |       | 1     |       |       |       | 1     | 4      |
|        | Trevor Brooking       | West Ham United                          |       |       | 1     |       | 1     | 2     | 4      |
| 21º    | Giancarlo Antognoni   | Fiorentina                               |       |       | 1     |       |       | 1     | 3      |
|        | Jan Ceulemans         | Brujas                                   |       |       | 1     |       |       | 1     | 3      |
|        | Kenny Dalglish        | Liverpool                                |       |       | 1     |       |       | 1     | 3      |
|        | Bryan Robson          | West Bromwich Albion / Manchester United |       |       | 1     |       |       | 1     | 3      |
|        | Frank Stapleton       | Arsenal / Manchester United              |       |       | 1     |       |       | 1     | 3      |
|        | Wilfried Van Moer     | Beveren                                  |       |       | 1     |       |       | 1     | 3      |
|        | Luis Miguel Arconada  | Real Sociedad                            |       |       |       | 1     | 1     | 2     | 3      |
| 28º    | Grzegorz Lato         | Lokeren                                  |       |       |       | 1     |       | 1     | 2      |
|        | Tibor Nyilasi         | Ferencváros                              |       |       |       | 1     |       | 1     | 2      |
|        | Włodzimierz Smolarek  | Widzew Łódź                              |       |       |       | 1     |       | 1     | 2      |
|        | Frans Thijssen        | Ipswich Town                             |       |       |       | 1     |       | 1     | 2      |
| 32.º   | António Oliveira      | Penafiel / Sporting Lisboa               |       |       |       |       | 1     | 1     | 1      |
|        | Uli Stielike          | Real Madrid                              |       |       |       |       | 1     | 1     | 1      |
|        | Jesús María Zamora    | Real Sociedad                            |       |       |       |       | 1     | 1     | 1      |

## Curiosidades
- Segunda vez en la que los tres futbolistas con más puntos pertenecen al mismo país. La primera vez fue en 1972, año en el que el podio estuvo copado por futbolistas de Alemania Occidental.